# Tim Robbins
Timothy Francis Robbins, conegut artísticament com a Tim Robbins (West Covina, Califòrnia, 16 d'octubre de 1958), és un actor, director, guionista, productor, activista i músic estatunidenc.
Fill de pares cantants i músics Gil Robbins i Mary Cecelia, es va criar al Greenwich Village de Nova York. Va començar a actuar des dels 12 anys en el Theatre New City quan es trobava a l'Institut Stuyvesant.
Va estudiar interpretació a UCLA. Quan es va graduar formà l'any 1981 un grup teatral denominat Actor's Gang, mitjançant el qual va començar a representar obres teatrals avantguardistes de contingut sociopolític. Als anys 80 va treballar en sèries de televisió. Al cinema va començar a fer petits papers en pel·lícules com Clic, clic dirigida per Jerry Schatzberg i protagonitzada per Demi Moore. Més tard va seguir fent papers secundaris més importants com a Top Gun (1986) dirigida per Tony Scott. El 1992 va debutar com a director i guionista amb la sàtira política "Ciutadà Bob Roberts".
El 1988 va contreure matrimoni amb l'actriu Susan Sarandon, a qui havia conegut en el rodatge de la pel·lícula Els bufals de Durham. Posteriorment ha fet molts papers com protagonista o secundari de luxe. El 2003, va guanyar el premi Oscar al millor actor de repartiment per la seva actuació Mystic River, dirigida per Clint Eastwood. El 2005 protagonitza la pel·lícula d'Isabel Coixet La vida secreta de les paraules, guanyadora del premi a la millor pel·lícula en la XX edició dels Premis Goya. S'ha caracteritzat pels seus forts ideals contraris a la política internacional establerta per George Bush, i ha donat suport a actes contra ell al costat de la seva esposa, o al costat del també actor Sean Penn.

## Filmografia
| Any  | Títol                                                       | Rol                        | Notes                                                                                     |
| ---- | ----------------------------------------------------------- | -------------------------- | ----------------------------------------------------------------------------------------- |
| 1985 | Fraternity Vacation                                         | Larry "Mother" Tucker      |                                                                                           |
| 1985 | The Sure Thing                                              | Gary Cooper                |                                                                                           |
| 1985 | Una gran aventura                                           | Nelson                     |                                                                                           |
| 1986 | Howard the Duck                                             | Phil Blumburtt             |                                                                                           |
| 1986 | Top Gun                                                     | Tinent Sam 'Merlin' Wells  |                                                                                           |
| 1988 | Tapeheads                                                   | Josh Tager                 |                                                                                           |
| 1988 | Bull Durham                                                 | Ebby Calvin 'Nuke' LaLoosh |                                                                                           |
| 1988 | Five Corners                                                | Harry                      |                                                                                           |
| 1989 | Erik, el viking (Erik the Viking)                           | Erik                       |                                                                                           |
| 1989 | Miss Firecracker                                            | Delmount                   |                                                                                           |
| 1990 | L'escala de Jacob (Jacob's Ladder)                          | Jacob Singer               |                                                                                           |
| 1990 | L'home del Cadillac                                         | Larry                      |                                                                                           |
| 1992 | Ciutadà Bob Roberts                                         | Bob Roberts                | també com a guionista, director                                                           |
| 1992 | El joc de Hollywood                                         | Griffin Mill               | BAFTA Nominat com a millor actor. Premi a la interpretació masculina (Festival de Cannes) |
| 1993 | Vides encreuades                                            | Gene Shepard               |                                                                                           |
| 1994 | I.Q.                                                        | Ed Walters                 |                                                                                           |
| 1994 | Prêt-à-Porter                                               | Joe Flynne                 |                                                                                           |
| 1994 | Cadena perpètua                                             | Andy Dufresne              | Nominat a l'Oscar com a millor fotografia                                                 |
| 1994 | El gran salt                                                | Norville Barnes            |                                                                                           |
| 1995 | Dead Man Walking                                            |                            | guionista, director Academy Award nominee                                                 |
| 1997 | Nothing to Lose                                             | Nick Beam                  |                                                                                           |
| 1999 | Austin Powers The Spy Who Shagged Me                        | The President              |                                                                                           |
| 1999 | Cradle Will Rock                                            |                            | guionista, director                                                                       |
| 1999 | Arlington Road                                              | Oliver Lang                |                                                                                           |
| 2000 | Mission to Mars                                             | Woodrow 'Woody' Blake      |                                                                                           |
| 2000 | High Fidelity                                               | Ian 'Ray' Raymond          |                                                                                           |
| 2001 | Antitrust                                                   | Gary Winston               |                                                                                           |
| 2002 | Human Nature                                                | Dr. Nathan Bronfman        |                                                                                           |
| 2002 | The Truth About Charlie                                     | Lewis Bartholomew          |                                                                                           |
| 2003 | Mystic River                                                | Dave Boyle                 | Oscar al millor actor secundari SAG Award winner Golden Globe winner                      |
| 2003 | Code 46                                                     | William Geld               |                                                                                           |
| 2004 | El reporter (Anchorman: The Legend of Ron Burgundy)         | Public News Anchor         | (cameo - no apareix als crèdits)                                                          |
| 2005 | La vida secreta de les paraules                             | Josef                      |                                                                                           |
| 2005 | Zathura: Una aventura espacial (Zathura: A Space Adventure) | Dad                        |                                                                                           |
| 2005 | War of the Worlds                                           | Harlan Oglivy              |                                                                                           |
| 2006 | Tenacious D in: The Pick of Destiny                         | The Stranger               |                                                                                           |
| 2006 | Catch A Fire                                                | Coronel Nic Vos            |                                                                                           |
| 2007 | Noise                                                       | David Owen                 |                                                                                           |
| 2008 | The Lucky Ones                                              | Fred Cheaver               |                                                                                           |
| 2008 | City of Ember                                               | Loris Harrow               |                                                                                           |